# Lubbock Challenger 2006
Il Lubbock Challenger 2006 è stato un torneo di tennis facente parte della categoria ATP Challenger Series nell'ambito dell'ATP Challenger Series 2006. Il torneo si è giocato a Lubbock negli Stati Uniti dal 18 settembre 2006 su campi in cemento.

## Vincitori

### Singolare
Sam Querrey ha battuto in finale  Noam Okun con il punteggio di 6–1, 6–4

### Doppio
Chris Drake /  Scott Lipsky hanno battuto in finale  Goran Dragicevic /  Mirko Pehar 7–6(2), 6–3